# The King Is Alive
|  | Denne artikel er oprettet af botten PalnaBot ud fra en ekstern database. Den kan derfor have sproglige fejl eller mangler. Denne skabelon kan fjernes efter kontrol af indholdet. |

The King Is Alive er en film instrueret af Kristian Levring efter manuskript af Kristian Levring, Anders Thomas Jensen.

## Handling
Elleve turister strander i en forladt by i Namibias ørken, da deres bus bryder sammen. For at holde håbet oppe, mens de venter på at blive reddet, går de i gang med at indstudere Shakespeares "Kong Lear". Under den brændende sol svinder deres håb dag for dag, og deres roller transformeres langsomt til en ultimativ kamp om liv og død.